# Tarzana
Tarzana (pronunciado [tɑɹˈzænə]) es un distrito en el Valle de San Fernando y una región de la ciudad de Los Ángeles, California, Estados Unidos. El barrio se encuentra en el lugar de un antiguo rancho, propiedad del autor Edgar Rice Burroughs, quien lo nombró Tarzana en honor a su personaje, el héroe de la selva, Tarzán.

## Localización
Tarzana es un distrito de Los Ángeles, rodeado por Reseda al  norte, Woodland Hills al oeste, Encino al este, y las Montañas de Santa Mónica (también una parte de Los Ángeles) al sur.
Las calles más grandes e importantes del distrito son Reseda Boulevard, Tampa Avenue, Wilbur Avenue, Burbank Boulevard, y Ventura Boulevard, el núcleo comercial del Valle de San Fernando.

## Población
Tarzana tiene una población de 28 484 residentes, según el censo del año 2000.

Entre los habitantes famosos del distrito destacan:
- Doja Cat, rapera, cantante, compositora y productora.
- Jamie Foxx, actor y músico
- Chris Tucker, actor y humorista
- Michael J. Fox, actor
- Khloe Alexandra Kardashian, celebridad
- Kevin Federline, bailarín, rapero, actor
- Eva Longoria, actriz
- Lamar Odom, jugador de baloncesto
- Hailee Steinfeld, actriz, modelo y cantante
- Gerard Way, músico y cantante
- Iggy Azalea, rapera y compositora
- Nick Young, jugador de baloncesto
- Selena Gomez, cantante y actriz
- Blake Lively, modelo y actriz
- Chris Brown, cantante, compositor, bailarín, basquetbolista y artista

## Educación

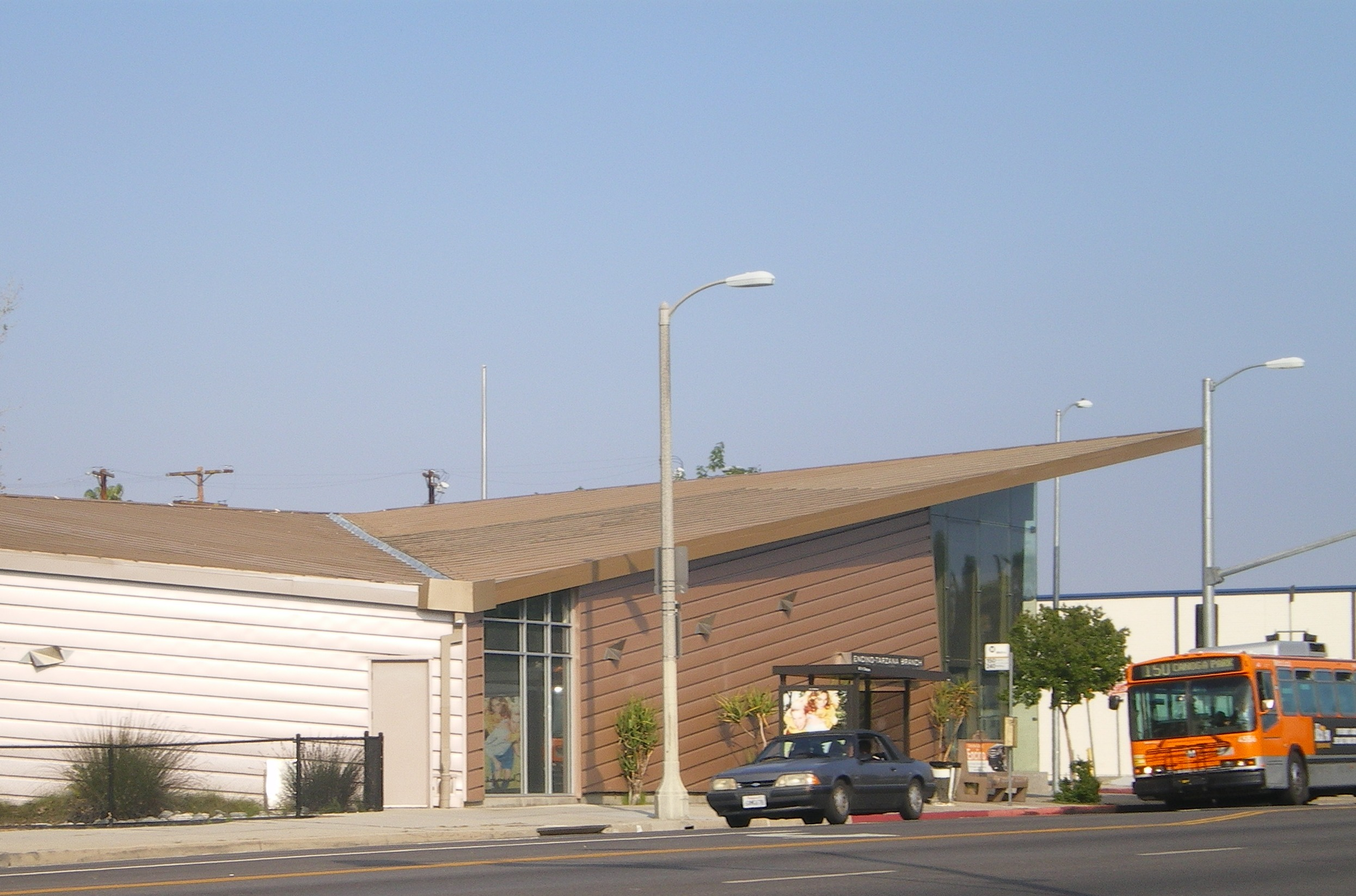
Biblioteca Sucursal Encino-Tarzana.

El Distrito Escolar Unificado de Los Ángeles (LAUSD) gestiona las escuelas públicas del distrito. La Escuela Preparatoria Birmingham Charter sirve como principal centro educativo de la nivel preparatoria de Tarzana.
La Biblioteca Pública de Los Ángeles gestiona la Biblioteca Sucursal Encino-Tarzana, la cual se encuentra en el Ventura Boulevard.

## Parques y lugares de recreo
The Tarzana Recreation Center está en Tarzana. El centro tiene un gimnasio que también usan como auditorio, tiene capacidad para unas 600 personas. El parque tiene barbacoas, campos de béisbol, de baloncesto y un parque para los niños.